# Tom Kühnhackl
Tom Kühnhackl, född 21 februari 1992 i Landshut, är en tysk professionell ishockeyspelare som spelade för Skellefteå AIK i SHL.
Han har tidigare spelat på NHL-nivå för Pittsburgh Penguins och New York Islanders, och på lägre nivåer för Wilkes-Barre/Scranton Penguins i AHL, Augsburger Panther i DEL, Wheeling Nailers i ECHL, Landshut Cannibals i 2. Eishockey-Bundesliga och Windsor Spitfires och Niagara Icedogs i OHL.

## Klubblagskarriär

### NHL

#### Pittsburgh Penguins
Kühnhackl draftades i fjärde rundan i 2010 års draft av Pittsburgh Penguins som 110:e spelare totalt.
Han har vunnit Stanley Cup med Pittsburgh Penguins två gånger, 2016 och 2017.

#### New York Islanders
Den 2 juli 2018 skrev han på ett ettårskontrakt värt 700 000 dollar med New York Islanders.

## Privatliv
Han är son till den före detta ishockeyspelaren Erich Kühnhackl, som anses vara Tysklands bästa ishockeyspelare genom tiderna.

## Statistik
| 2008–2009   | Landshut Cannibals             | 2.B         | 42  | 11 | 10 | 21 | 34 | 6  | 1  | 0  | 1  | 6  |
| 2009–2010   | Landshut Cannibals             | 2.B         | 38  | 12 | 9  | 21 | 38 | 6  | 0  | 0  | 0  | 2  |
|             | Augsburger Panther             | DEL         | 4   | 0  | 0  | 0  | 0  | —  | —  | —  | —  | —  |
| 2010–2011   | Windsor Spitfires              | OHL         | 63  | 39 | 29 | 68 | 47 | 18 | 11 | 12 | 23 | 10 |
| 2011–2012   | Windsor Spitfires              | OHL         | 4   | 1  | 3  | 4  | 6  | —  | —  | —  | —  | —  |
|             | Niagara Icedogs                | OHL         | 30  | 7  | 18 | 25 | 29 | 20 | 6  | 5  | 11 | 14 |
| 2012–2013   | Wilkes-Barre/Scranton Penguins | AHL         | 11  | 2  | 2  | 4  | 6  | —  | —  | —  | —  | —  |
|             | Wheeling Nailers               | ECHL        | 2   | 1  | 0  | 1  | 2  | —  | —  | —  | —  | —  |
| 2013–2014   | Wilkes-Barre/Scranton Penguins | AHL         | 48  | 8  | 2  | 10 | 22 | 2  | 0  | 0  | 0  | 2  |
|             | Wheeling Nailers               | ECHL        | 16  | 7  | 7  | 14 | 12 | 10 | 6  | 0  | 6  | 6  |
| 2014–2015   | Wilkes-Barre/Scranton Penguins | AHL         | 72  | 12 | 18 | 30 | 19 | 8  | 0  | 1  | 1  | 0  |
| 2015–2016   | Pittsburgh Penguins            | NHL         | 42  | 5  | 10 | 15 | 24 | 24 | 2  | 3  | 5  | 0  |
|             | Wilkes-Barre/Scranton Penguins | AHL         | 23  | 7  | 8  | 15 | 18 | —  | —  | —  | —  | —  |
| 2016–2017   | Pittsburgh Penguins            | NHL         | 57  | 4  | 12 | 16 | 18 | 11 | 1  | 1  | 2  | 4  |
| 2017–2018   | Pittsburgh Penguins            | NHL         | 69  | 2  | 6  | 8  | 6  | 12 | 0  | 0  | 0  | 4  |
| 2018–2019   | New York Islanders             | NHL         | —   | —  | —  | —  | —  | —  | —  | —  | —  | —  |
| NHL totalt  | NHL totalt                     | NHL totalt  | 168 | 11 | 28 | 39 | 48 | 47 | 3  | 4  | 7  | 8  |
| AHL totalt  | AHL totalt                     | AHL totalt  | 154 | 29 | 30 | 59 | 65 | 10 | 0  | 2  | 2  | 2  |
| ECHL totalt | ECHL totalt                    | ECHL totalt | 18  | 8  | 7  | 15 | 14 | 10 | 6  | 0  | 6  | 6  |
| OHL totalt  | OHL totalt                     | OHL totalt  | 97  | 47 | 50 | 97 | 82 | 38 | 17 | 17 | 34 | 24 |